# Trem ligeiro de Birmingham
O Metro de Birmingham, é um sistema de transporte de passageiros que mistura a tecnologia de sistemas de metropolitanos com eléctricos. O seu nome original é "Midland Metro", e serve a cidade de Birmingham, no Reino Unido.

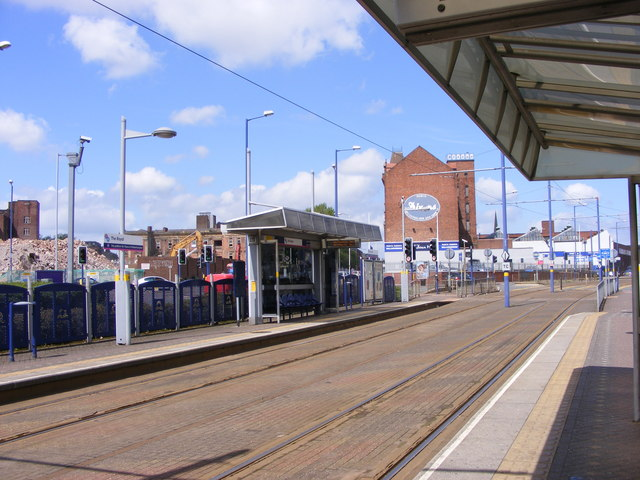
"The Royal Station"